# Convair 880
Convair 880 er et amerikansk narrow body passagerfly fremstillet af amerikanske General Dynamics' flydivision Convair. Flyet blev udviklet til at konkurrere med Boeing 707 og Douglas DC-8 og adskilte sig fra disse ved at være mindre og hurtigere, men det viste sig, at der ikke var et stort behov for et fly med disse egenskaber. Der blev blot fremstillet 65 Convair 880'ere i perioden fra 1959 til 1962.
Convair 880 blev videreudviklet til Convair 990 Coronado, der var en længere og hurtigere variant af the 880. 990'eren solgte også dårligt, og fiaskoen med Convair 880 og videreudviklingen 990 gav i 1962 det indtil da største underskud i amerikansk historie, da General Electrics måtte notere et tab på 425 millioner $.

## Flyselskaber der benyttede Convair 880
Følgende flyselskaber opererede Convair CV-880:

### Operatører af nye maskiner
- Alaska Airlines
- Cathay Pacific Airways
- Civil Air Transport  (Taiwan)
- Delta Air Lines
- Japan Airlines
- Japan Domestic Airways (leaset fra Japan Airlines)
- Northeast Airlines (geleast von Hughes Tool Co.)
- Swissair
- Trans World Airlines
- VIASA

### Operatører af brugte maskiner
- Airtrust Singapore
- Air Viking
- Central American Airways/Profit Express
- Civil Air Transport
- Four Wings Inc.
- Freelandia Travel Club
- Groth Air
- Inair Panama
- Indy Air
- Jonian Airways
- LatinCarga
- Lineas Aereas de Nicaragua (LANICA) (sidste kommercielle operatør af typen)
- Monarch Airlines (USA)
- SECRA

### Militære brugere
- US Navy (UC-880), Naval Air Station Patuxent River